# كريستيان كيرن
كريستيان كيرن (بالألمانية: Christian Kern)‏ (ولد في 4 يناير 1966 في فيينا، النمسا)، هو مستشار النمسا ورجل أعمال نمساوي والرئيس التنفيذي لشركة السكك الحديد الاتحادية النمساوية.

## السيرة الذاتية

### النشأة والتعليم
نشأ كريستيان في سيميرينغ، جزء من فيينا، وهو ابن لكهربائيٍّ وسكرتير. درس الصحافة والاتصال في جامعة فيينا ثم دراسات الإدارة في زانتروم سانت غالن.

### الحياة المهنية
بدأ في عام 1989 كصحفي اقتصادي وأصبح مساعد وكيل وزارة الدولة لشؤون الخدمة المدنية، بيتر كوستيلكا في عام 1991. عندما أصبح كوستيلكا رئيس المجموعة الاجتماعية الديمقراطية البرلمانية في عام 1994، ظل كيرن  كرئيس للمكتب ومتحدثٍ. في عام 1997 انتقل إلى أكبر شركة نمساوية موزعة للكهرباء، Verbund AG. في عام 2010، تم اختيار كيرن  لتولي منصب الرئيس التنفيذي لشركة السكك الحديدية الاتحادية النمساوية.

### حياته السياسية
بعد استقالة فيرنر فايمان كمستشار النمسا ورئيس الحزب الديمقراطي الاجتماعي النمساوي في 9 مايو 2016، وأُعلن أن كيرن سيكون خلفا له في منصب المستشار في نفس اليوم، ورئيسا للحزب بدايةً من 25 يونيو 2016. وعُين في مهامه في 17 مايو 2016 من قبل الرئيس النمساوي هاينز فيشر.

### الحياة الشخصية
في عام 1985 تزوج كارين ويسلي، ولديه ثلاثة أبناء، وانتهى زواجهما بطلاق في عام 2001. وتزوج من ثانية، إيفلين ستاينبرغر، ولديهما ابنة.

## روابط خارجية
- كريستيان كيرن على موقع مونزينجر (الألمانية)